# Nueva Vía
Nueva Vía fue la corriente reformadora del Partido Socialista Obrero Español (PSOE), que fue liderada por José Luis Rodríguez Zapatero, el expresidente del Gobierno español, y utilizada como plataforma electoral ante el XXXV Congreso de su partido en el año 2000.
Los principales miembros de la nueva corriente fueron entre otros José Luis Rodríguez Zapatero, Trinidad Jiménez, Jesús Caldera, Jordi Sevilla, José Blanco, Antonio Cuevas, Juan Fernando López Aguilar y Enrique Martínez Marín.
Nueva Vía evoca las corrientes asociadas a la Tercera Vía del primer ministro británico Tony Blair (Third Way) y la del canciller alemán Gerhard Schröder (Neue Mitte).
Nueva Vía se disolvió como grupo organizado tras alzarse Rodríguez Zapatero con la Secretaría General del PSOE.
- Datos: Q9051080